# Coronosaurus
Coronosaurus è un genere estinto di centrosaurino vissuto in America del Nord durante il Cretaceo (Campaniano) circa 77 milioni di anni fa.

## Scoperta e denominazione
Noto dal ritrovamento di molte ossa, scolpite nell'unità superiore della Oldman Formation, del Belly River Group, oggi gli scienziati hanno quadro più chiaro dell'aspetto e delle abitudini alimentari che l'animale svolgeva nella sua vita quotidiana. La maggior parte delle ossa di questo ceratopside, sono state rinvenute nel Dinosaur Provincial Park, in Alberta, nel villaggio di Warner, da cui è stata riconosciuta la specie (C. brinkmani).
Michael J. Ryan e Anthony P. Russell sono i paleontologi che ne hanno descritto e classificato la specie nel 2005. Studi successivi, tuttavia, non hanno potuto confermare un'analisi monofiletica con le altre specie di ceratopsidi. A causa di ciò, Ryan, David C. Evans e Kieran M. Shepherd hanno eretto il genere Coronosaurus per la specie nel 2012. Il nome generico deriva dal latino coronos:"corona" in riferimento alle molteplici occorrenze di epiparietali extra che coprono il margine posteriore del suo parietale, dandogli un aspetto simile a una corona, e saurus (dal greco latino: sauros), che significa "lucertola". Il nome specifico brinkmani onora il famoso Donald Brinkman, paleoecologista degli ambienti del tardo Cretaceo. Nel 2020, in risposta alla pandemia del coronavirus, a Ryan gli è stato chiesto il perché ha nominato con quel nome l'animale, e Ryan ha dichiarato di averlo scelto perché il suo ornamento attorno al collare osseo gli dà l'aspetto di una corona illuminata dal sole. Ha anche affermato che i suoi compagni lo avevano scherzosamente chiamato "broccolo-ceratops".
L'olotipo scoperto è chiamato TMP 2002.68.1, di taglia adulta, presenta una barra mediana quasi completa e una barra posteriore parziale con processi di riparazione P1-P3 sul lato sinistro e P1-P2 sul lato destro parzialmente eroso del cranio. Il campione manca però dell'estremo margine anteriore della barra mediana che forma lo strato posteriore della parete frontale e dei margini laterali sottilissimi che definiscono quelli mediali dei forami sopraorbitali. Altri campioni significativi, secondo Ryan & Russell (2005) includono TMP 2002.68.3 (con un parietale), TMP 2002.68.10 (con un postorbitale) e TMP 2002.68.5 (dotato di sopraorbitali).

## Descrizione
Il Coronosaurus è un ceratopside centrosaurino di medie dimensioni. Gregory S. Paul nel 2010 ha stimato la lunghezza del corpo di circa 5 metri (16 piedi), con un peso massimo di 2 tonnellate. All'età adulta possedeva delle lunghe "corna sopracciliari" al di sopra delle orbite - ma non abbastanza lunghe come quelle presenti in Zuniceratops, chasmosauriane e dei centrosaurinae basali (come Albertaceratops e Diabloceratops). Da sub-adulto queste "corna sono di forma piramidale con una leggera flessione laterale dalla metà distale, superiore.
Diversamente dagli altri ceratopsiani, il Coronosaurus possiede una serie di ossificazioni epiparietali accessorie della balzana parietale posteriore del cranio che si fondono con la superficie della balzana posteriore e dorsale. Si sviluppano attraverso l'ontogenesi, sotto forma di corte spine che possono fondersi lungo i margini adiacenti in masse ossee più grandi e irregolari. Si trovano lungo la linea mediana della balzana stessa in un mazzo strettamente compatto al di sopra della base del primo epiparietale (P1), lo sperone osseo che su ciascun lato cresce verso il basso, e sopra la grande apertura in ciascuna metà della balzana stessa. Contribuiscono alla sostanza di P1 e, per fusione, formano un epiparietale composito, equivalente al secondo (P2) normalmente formato in posizione più laterale. Le basi di P1 possono quindi essere considerate le posizioni di crescita del secondo gruppo di epiparietali, i loci P2. Il Coronosaurus ha anche un terzo epiparietale (P3) dalla forma unica. Si sviluppa in modo variabile come un uncino corto simile ad una lingua o una punta affusolata che è orientata dorsolateralmente, seguendo la curva della balza.
Per il resto, per quanto assomigli ai suoi parenti più famosi (come Centrosaurus e Styracosaurus nella sua morfologia), il Coronosaurus (dalla forma del suo corno nasale), ricorda nell'aspetto una versione giovanile o sub-adulta del suo cugino più famoso, il Centrosaurus. Inoltre appare evidente che avendo coesistito al fianco di quest'ultimo, sembra che abbia subito un simile cambiamento ontogenetico. Il nucleo del suo corno nasale eretto e compresso lateralmente presenta una punta smussata che si forma dalla fusione dei lati opposti dei suoi nasali strutturali. Vi si trova sulla porzione posteriore delle narici esterne (presente in tutti i centrosaurini). Tutti gli esemplari giovani e la maggior parte degli adulti presentano dei margini anteriori e posteriori leggermente ricurvi, con la maggior parte delle corna che presentano un apice orientato almeno leggermente all'indietro.

## Classificazione
Nella sua descrizione originale, Ryan & Russell (2005) consideravano il Coronosaurus come una nuova specie di Centrosaurus sulla base di una piccola analisi filogenetica. Comprendeva diciassette caratteri e nove taxa. Quest'ultimo (come Centrosaurus brinkmani) e il C. apertus sono raggruppati alla base dei Centrosaurinae, mentre lo Styracosaurus è parso essere più imparentato col Pachyrhinosaurus, e ad altri centrosaurini basali, anziché al Centrosaurus. Nel 2011, Anthony R. Fiorillo e Ronald S. Tykoski hanno modificato l'analisi di Currie, con 54 caratteri, per includere più taxa, come C. brinkmani. Hanno scoperto che il Coronosaurus era il taxon gemellare del clade di Styracosaurus e C. apertus mentre il Pachyrhinosaurus e altri centrosaurini derivati erano di un gruppo a sé stante. Pertanto, questa analisi non ha trovato supporto per la monofilia del Centrosaurus.
Successivamente, i Farke (nel 2011) hanno utilizzato 97 caratteri morfologici per valutare la posizione filogenetica di un nuovo taxon che hanno chiamato Spinops. Il Spinops è risultato essere una politomia con il Centrosaurus apertus, C. brinkmani e Styracosaurus, quindi il Coronosaurus, è stato escluso dall'analisi per aumentare la risoluzione. Infine, Ryan, Evans & Shepherd (nel 2012) hanno utilizzato la matrice di dati di Farke per valutare la posizione filogenetica di un altro ceratopside (Xenoceratops). La loro analisi rivista aveva trovato una risoluzione significativamente migliorata di quella presentata da Farke, in parte a causa del punteggio aggiuntivo di caratteri mancanti per alcuni taxa basato sull'osservazione diretta dei loro esemplari. Ad esempio, cinque caratteri aggiuntivi sono stati valutati per C. brinkmani. Nell'albero definitivo dei centrosaurini, il Coronosauru è stato aggiunto in una posizione più sopraelevata rispetto agli altri membri della stessa famiglia, come nel caso di Styracosaurus. Così gli è stato dato il nuovo nome generico, Coronosaurus. Il cladogramma presentato di seguito segue un'analisi filogenetica di Chiba (del 2017):

## Paleoecologia
Alcuni studi suggeriscono che il paleoambiente della Formazione Oldman fosse un'antica pianura costiera. Oltre ai resti di Coronosaurus, questa formazione ha portato alla luce i resti di teropodi come il saurornitholestes, lo spaventoso tirannosauride Daspletosaurus, Troodon, Dromaeosaurus ed Hesperonychus, con alcuni ceratopsidi come Albertaceratops, Chasmosaurus, e Anchiceratops, ecc.